# Marc Trigaux
Marc Trigaux, né le 23 mai 1963 en Belgique,  était un joueur de football belge. Il évoluait au poste de défenseur.

## Biographie
Marc Trigaux joue 6 saisons au RWD Molenbeek.
Avec ce club, il dispute 81 matchs en Division 1, 30 matchs en Division 2 et 10 matchs en Coupe de Belgique.
Il est désormais professeur d'EPS à Perpignan, au collège Saint-Louis-de-Gonzague.